# Hongaarse Burgeralliantie
De Hongaarse Burgeralliantie (Roemeens: Partidul Civic Magiar - Hongaars: Magyar Polgári Párt) is een politieke partij van de Hongaarse minderheid in Roemenië. Ze werd opgericht in 2001 als een alternatief voor de Democratische Unie van Hongaren in Roemenië (UDMR), die evenwel de grootste vertegenwoordiger van de Hongaarse minderheid blijft.

## Breekpunt
De Hongaarse Burgeralliantie verdedigt territoriale autonomie voor Szeklerland, een regio in Centraal-Roemenië met een uitgesproken Hongaarse meerderheid.

## Verkiezingsuitslagen
Bij de gemeenteraadsverkiezingen van 2004 kwamen de meeste kandidaten van de Hongaarse Burgeralliantie onafhankelijk op of stonden ze op gemeenschappelijke lijsten met de Volksactie. Het beste resultaat werd behaald in het district Harghita, waar drie kandidaten van de Hongaarse Burgeralliantie verkozen werden in de gemeenteraad. Jenõ Szász, de voorzitter van de partij, werd met 56% herverkozen tot burgemeester van Odorheiu Secuiesc.